# المسيحية في الصومال

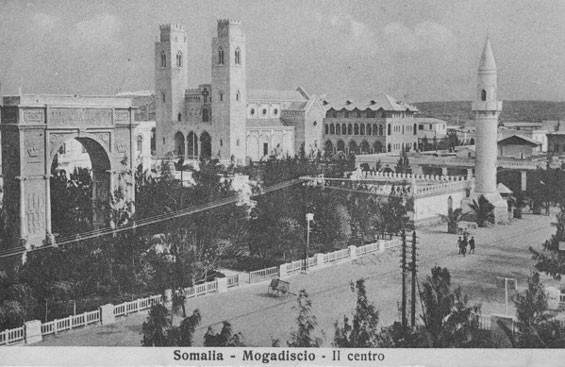
كاتدرائية مقديشو الكاثوليكيَّة: كانت الكاتدرائية الأكبر في أفريقيا في العشرينات والثلاثينيات من القرن العشرين.

تُشكل المسيحية في الصومال أقلية دينية صغيرة، ويتبعها حوالي 1,000 إلى 1,100 مسيحي من بين السكان البالغ عددهم أكثر من ثمانية ملايين نسمة. تعود أصول معظم المسيحيين في الصومال إلى الأقليَّة العرقيَّة من البانتو، وتنتمي إلى الكنيسة الإنجيلية وكنيسة الناصري. هناك رعية كاثوليكية وحيدة وهي أبرشية مقديشو. وفقاً لتقديرات مركز بيو للأبحاث حوالي 0.1% من سكان البلاد من أتباع الديانة المسيحيَّة.
على الرغم من أن الأرثوذكسية المسيحية المبكرة كانت تُمارس من قبل قلة من الصوماليين العرقيين قبل الفتوحات الإسلامية، الا أنه خلال الجزء المبكر من الحقبة الإستعمارية، لم يكن هناك عمليًا مسيحيين في الأراضي الصومالية، بإستثناء حوالي 100 إلى 200 من الأتباع القادمين من المدارس ودور الأيتام التابعة للبعثات الكاثوليكية القليلة الموجودة في محمية أرض الصومال البريطانية. ولم تكن هناك أيضًا بعثات الكاثوليكية في أرض الصومال الإيطالية خلال نفس الفترة. ويعود تاريخ المسيحية الحديث إلى الصومال الإيطالي في أواخر القرن التاسع عشر، عندما وصلها المذهب الكاثوليكي والذي كان مقتصراً في البداية على عدد قليل من المهاجرين الإيطاليين في مقديشو ومناطق مزارع نهر شيبيل، وذلك بفضل بعض المبشرين من الرهبان الثالوثيين. في عام 1928 تم بناء كاتدرائية كاثوليكية في مدينة مقديشو بأمر من سيزار ماريا دي فيشي، الحاكم الكاثوليكي «للصومال الإيطاليَّة» والذي روج لحملات التنصير المسيحية بين الشعب الصومالي. وفي عام 1940 كان هناك حوالي 40,000 من الكاثوليك الصوماليين بسبب الحركات التبشيرية العاملة في المناطق الريفيَّة في جوبا وشبيلي، ولكن على خلفية الحرب العالمية الثانية تضررت معظم أعمال البعثات الكاثوليكية في الصومال الإيطالي. وكان معظمهم من البانتو الصوماليين.
في عقد 1950 كان معظم سكان مقديشو من الطليان الكاثوليك، وضمت المدينة على حوالي 90,000 نسمة منهم أكثر من 40,000 من الإيطاليين بالإضافة إلى ما يقرب من 7,000 صومالي كاثوليكي[بحاجة لمصدر]. لكن منذ نهاية الفترة الإستعمارية ورحيل الإيطاليين، شهدت الكاثوليكية اختفاء شبه كامل في الصومال حيث لم يتبقى فيها سوى مائة كاثوليكي، ويعود ذلك إلى هروب المسيحيين من الصومال. هناك حوالي ألف صومالي بروتستانتي في البلاد، وتعود أصول معظمهم إلى الأقليَّة العرقيَّة من البانتو، وبسبب الحرب الأهلية الدائرة في الجزء الجنوبي من البلاد، يواجه المسلمين الذين يعتنقون المسيحية الاضطهاد وأحيانًا الموت. مع تدمير كاتدرائية مقديشو لا توجد مباني كنائس في البلاد ولا أي حماية قانونية للمسيحيين، وبعضهم يجتمعون في الكنائس تحت الأرض.

## تاريخ

### العصور المبكرة
تصف المصادر العربية في القرن الثاني عشر قرية زيلع، الواقعة بالقرب من حدود جيبوتي، بأنها بلدة مسيحية في الغالب. ومع ذلك، اختفى الوجود المسيحي فيها في نهاية القرن الخامس عشر. ويبدو أن المسيحيين في جزيرة سقطرة استطاعوا الصمود لفترة أطول حتى القرن الخامس عشر كما يستدلّ من كتابات ماركو بولو، والذي قال أن مسيحيي سقطرة يتبعون الكنيسة الكلدانية وهم نحو عشرة آلاف رجل عصوا على المماليك حتى 1480، وسجلّ ماركو بولو تقريراً مفاده أن "السكان هم من المسيحيين مُعمدّين ولديهم "رئيس أساقفة" والذي كما أوضح "ليس له علاقة بالبابا في روما، ولكنه يخضع لرئيس الأساقفة الذي يعيش في بغداد". ويستدلّ على ذلك أيضًا من كتابات القديس فرنسيس كسفاريوس الذي زار تلك الأصقاع مع بداية العهد العثماني إلى وجود مجتمع مسيحي نسطوري. في عام 1542 زار مبشرين يسوعيين جزيرة سقطرة واندهشوا عندما اكتشفوا أن العديد من السكان كانوا من الكاثوليك، رغم أنهم أميون. وقد كانت الديانة المسيحية هي الديانة السائدة لدى سكان جزيرة سقطرة لفترة طويلة لكنها تراجعت عندما استولت سلطنة المهرة على السلطة في القرن السادس عشر، حيث تعرض سكان الجزيرة إلى عمليات أسلمة قسريّة.

### الحقبة الإستعمارية

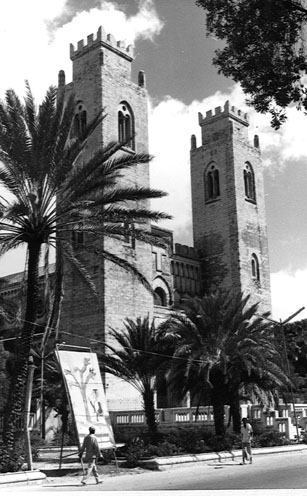
كاتدرائية مقديشو: كانت الكاتدرائية الأكبر في أفريقيا في العشرينات والثلاثينيات من القرن العشرين.

في أعقاب مؤتمر برلين أواخر القرن التاسع عشر بدأت القوى الاستعمارية الأوروبية العظمى اندفاعها للسيطرة على الأراضي البكر في إفريقيا وباقي مناطق العالم القديم والعالم الجديد التي لم تكن أيدي الاستعمار قد امتدت إليها بعد، مما دفع القائد العسكري محمد بن عبد الله حسن لحشد الحشود من شتى بقاع القرن الإفريقي وبداية حرب هي الأطول في تاريخ الحروب ضد الاستعمار. وكان محمد بن عبد الله حسن دائم الإشارة في خطبه وأشعاره إلى أن البريطانيين الكفرة «قاموا بتدمير ديننا وجعلوا من أبنائنا أبناء لهم كما تآمر الأثيوبيون المسيحيون بمساعدة البريطانيين على نهب الحرية السياسية والدينية لأمة الصومال» مما جعله في وقت قصير بطلاً وطنياً ومدافعاً عن الحرية السياسية والدينية لبلاده ضد «الحملات الصليبية الشرسة» التي كانت تتعرض لها البلاد من جانب إثيوبيا وبريطانيا. وكانت حركة حسان درويش حركة ذات طابع عسكري في الأساس، ثم أسس دولة الدراويش أو الدولة الدرويشية على النهج الصوفي متبعاً الطريقة الصالحية التي هي فرع من الطريقة الأحمدية، وقد تميزت دولته بالراديكالية المركزية والأسلوب الإداري الهرمي. وتمكن حسان من الوفاء بوعيده بإقصاء الهجمات المسيحية نحو البحر حينما تمكن من إجبار الجنود البريطانيين على التراجع نحو الشاطئ في بداية المعارك فتمكن من صد الغزو البريطاني بقوات قدرت بحوالي 1,500 جندي مسلحين بالبنادق.
دخلت الكاثوليكية في الصومال الإيطالي في أواخر القرن التاسع عشر، وكان المذهب الكاثوليكي مقتصراً في البداية على عدد قليل من المهاجرين الإيطاليين في مقديشو ومناطق مزارع نهر شيبيل، وذلك بفضل بعض المبشرين من الرهبان الثالوثيين. وفي عام 1895 أطلقت السلطات الاستعمارية الإيطالية صراح حوالي أربعة وخمسين عبيد من البانتو وتحولوا في وقت لاحق إلى الكاثوليكية. ولم يبدأ التحرر الضخم وتحول العبيد في الصومال للكاثوليكية إلا بعد أن أبلغ الناشط المناهض للرق الكاهن روبيتشي بريتشيتي الجمهور الإيطالي عن تجارة الرقيق المحليَّة والموقف غير المبال للحكومة الاستعمارية الإيطالية تجاهها. في عام 1903 كان «الآباء الثالوثيين» أوائل المبشرين القادمين إلى ما أصبح الصومال. وبدأوا في التدريس وتقديم المساعدة الاجتماعية للفقراء والمرضى. وأقام الكاهن جليب مستعمرة ليبر عند مصب نهر جوبا، لرعاية ما بين 350 وحوالي 400 شخص.
في وقت سابق من عام 1913، وذلك خلال الجزء المبكر من الحقبة الإستعمارية، لم يكن هناك عمليًا مسيحيين في الأراضي الصومالية، بإستثناء حوالي 100 إلى 200 من الأتباع القادمين من المدارس ودور الأيتام التابعة للبعثات الكاثوليكية القليلة الموجودة في محمية أرض الصومال البريطانية. ولم تكن هناك أيضًا بعثات الكاثوليكية في أرض الصومال الإيطالية خلال نفس الفترة. في عام 1928 تم بناء كاتدرائية كاثوليكية في مدينة مقديشو بأمر من سيزار ماريا دي فيشي، الحاكم الكاثوليكي «للصومال الإيطاليَّة» والذي روج لحملات التنصير المسيحية بين الشعب الصومالي. وكانت الكاتدرائية، وهي الأكبر في أفريقيا في العشرينات والثلاثينيات من القرن العشرين، قد تضررت في وقت لاحق خلال الحرب الأهلية التي بدأت في 1980. في عام 1940 أعلن أسقف مقديشو فرانكو فيلبيني أن هناك حوالي 40,000 من الكاثوليك الصوماليين بسبب الحركات التبشيرية العاملة في المناطق الريفيَّة في جوبا وشبيلي، ولكن على خلفية الحرب العالمية الثانية تضررت معظم أعمال البعثات الكاثوليكية في الصومال الإيطالي. وكان معظمهم من البانتو الصوماليين.
بعد وصول البريطانيين في عام 1942 كانت مقديشو العاصمة الأفريقية ذات الأغلبية الكاثوليكية، وفي عقد 1950 كتب إندرو مونتانيلي أنَّ معظم سكان مقديشو كانوا من الطليان الكاثوليك، وأشار إندرو مونتانيلي إلى أن المدينة ضمت على حوالي 90,000 نسمة منهم أكثر من 40,000 من الإيطاليين، في حين من بين 50,000 صومالي كان هناك ما يقرب من 7,000 كاثوليكي، وهذا يعني له أن ما يقرب من ثلاثة من أصل خمسة أشخاص من سكان مقديشيو كانوا من الكاثوليك. وتمت ترجمة الكتاب المقدس لأول مرة إلى اللغة الصومالية في عام 1979.

### العصور الحديثة

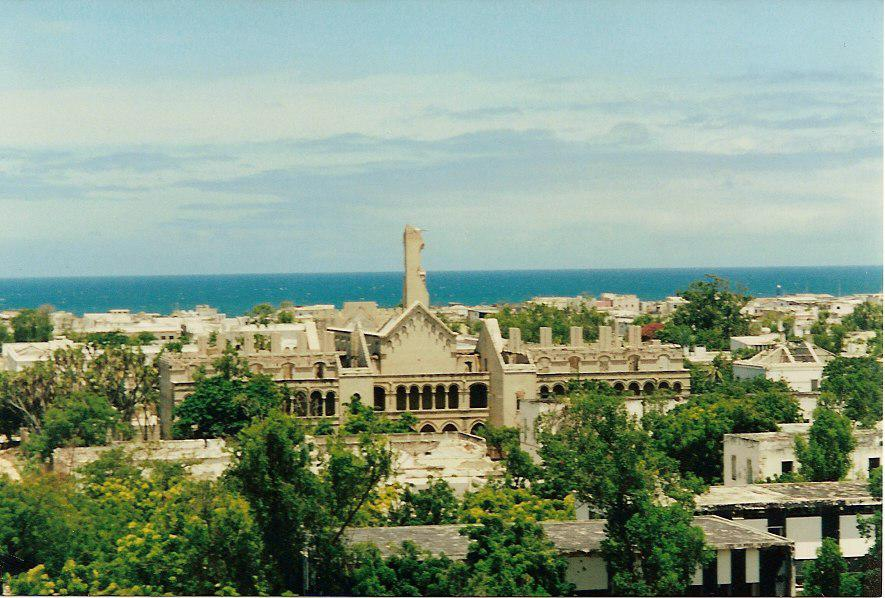
بقايا كاتدرائية مقديشو وقد هدمت الكنيسة خلال الحرب الأهلية الصومالية.

ظلّ شمال الصومال مستعمرة بريطانية، في حين تحول جنوب الصومال إلى دولة مستقلة تحت الوصاية البريطانية إلى أن تم توحيد شطري الصومال عام 1960 تحت اسم جمهورية الصومال الديموقراطية. جلبت ما يسمى بالثورة الاشتراكية الصومالية محمد سياد بري إلى السلطة في 21 أكتوبر عام 1969. في السنوات الثلاث الأولى من هذه الحكومة، واصلت الكنيسة الكاثوليكية أنشطتها الاجتماعية، وخاصةً في مجالات التعليم والصحة، وكذلك الأنشطة الرعوية. في عام 1972، أممت الحكومة الماركسية جميع المدارس الكاثوليكية الصومالية التي بلغ عددها حوالي الخمسة عشر، وصودرت ممتلكات كنسيَّة أخرى. كما تأثر المسيحيون من جميع الطوائف الأخرى بالإجراءات الحكومية، وغادر الكثيرون البلاد بعد أن بدأوا في تلقي تهديدات من الجماعات المتطرفة. على سبيل المثال، انخفض عدد الرهبان الفرنسيسكان العاملين في البلاد من 30 إلى عشرة. وكان هناك أيضًا انخفاض في عدد المرسلين العلمانيين. واصلت الراهبات المتدينات العمل بعد هذه الفترة في المستشفيات الحكومية. استمر الوضع في الصومال في التدهور نتيجة حرب أوغادين التي خسرتها الصومال أمام إثيوبيا. وبناءاً على طلب من الحكومة الصومالية نفسها، تمكن أسقف مقديشو، سالفاتوري كولومبو، من جلب المزيد من الراهبات من رهبنات القديس يوسف والكرمل، واللواتي قدمن من الهند للعمل كممرضات في مستشفيات مقديشو. في ديسمبر عام 1971، تم فصل شمال الصومال عن نيابة شبه الجزيرة العربية وأصبحت جزءًا من نيابة مقديشو الرسولية، والتي تم رفعها بدورها إلى أبرشية مقديشو في 20 نوفمبر عام 1975.
وضع تدفق مئات الآلاف من اللاجئين من حرب أوغادين الكنيسة على الخطوط الأمامية للخدمة الإنسانية. أسس أسقف مقديشو كاريتاس الصومال في عام 1980 كأداة للمجتمع الكاثوليكي لمساعدة اللاجئين، وتوفير مئات الآبار لمياه الشرب، وبناء مستشفى في كوريولي والمساهمة في المشاريع الزراعية والغابات. خلال الثمانينيات من القرن العشرين، تم افتتاح مكتبة مشتركة بين الأديان في كاتدرائية مقديشو. تُرجمت الليتورجيا إلى اللغة الصومالية، كما أُنتجت الكتب الدينية بهذه اللغة. كان هناك أيضًا تعاون مع البروتستانت، الذين اعتادوا إقامة شعائرهم الدينية في الكنائس الكاثوليكية في مقديشو.

#### الحرب الأهلية الصومالية

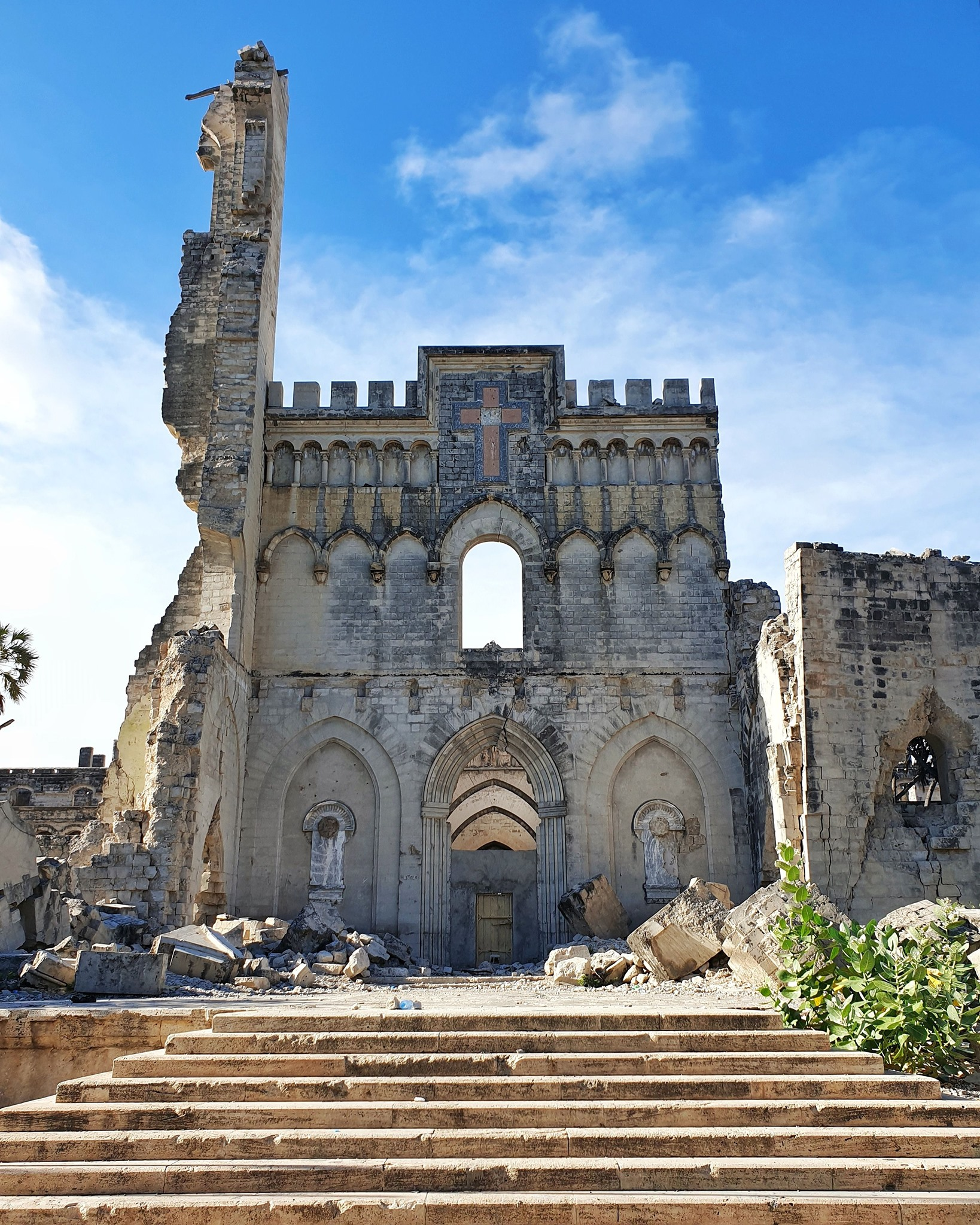
أطلال كاتدرائية مقديشو.

منذ نهاية الفترة الإستعمارية ورحيل الإيطاليين، شهدت الكاثوليكية اختفاء شبه كامل في الصومال، وقدرّت أبرشية مقديشو عدد الكاثوليك بنحو 100 من الممارسين في الصومال في عام 2004، وبذلك شهدت أعداد الكاثوليك انخفاضًا من 8,500 شخص في عام 1950، ويعود ذلك إلى هروب المسيحيين من الصومال. وقُتل آخر أساقفة مقديشو، سالفاتوري كولومبو في عام 1989 من قبل المتمردين المسلحين في داخل الكاتدرائية. وصل التمرد ضد نظام محمد سياد بري إلى مقديشو في أواخر ديسمبر عام 1990، ونُهبت الكاتدرائية ودُمرت بالنيران في غضون أسابيع. دمرت الحرب الأهلية التي تلت ذلك جميع ممتلكات الكنيسة في البلاد وأجبرت جميع المبشرين ومعظم المسيحيين على مغادرة الصومال. بقي بضع عشرات من المسيحيين الصوماليين مختبئين بسبب التهديد القوي من المسلمين. تم اغتيال أحد آخر المبشرين الذين بقوا في البلاد، وهو الراهب توراتي، في فبراير عام 1991. وقد لجأ المسؤول الرسولي بيرتين، مع آخر أربع راهبات، إلى نيروبي، حيث حاول تقديم الخدمة الدينية والروحية لعدد قليل من الكاثوليك المتبقين في سوم. وأعقب ذلك مقتل الراهبة الإيطالية ليونيلا سغورباتي في عام 2006، وتدنيس المقابر المسيحية.
بحلول عام 1998، لم يبقى في البلاد سوى كاهن واحد وأربع راهبات. قامت الراهبات بتشغيل مستشفى في مقديشو، حيث قدموا الرعاية الطبية وعالجوا 500 طفل في الأسبوع. بعد اختطاف إحدى الراهبات في 10 سبتمبر عام 1998، أُجبر آخر المبشرين الكاثوليك في الصومال على مغادرة البلاد. كان الإسلام يعتبر دين الدولة، على الرغم من عدم وجود حكومة منظمة. وتم تطبيق الشريعة الإسلامية في الحكومات المدنية في جميع أنحاء المنطقة، لا سيما في الشمال، وأصبح التبشير الآن يعتبر جريمة جنائية. بسبب الحرب الأهلية الدائرة في الجزء الجنوبي من البلاد، يواجه المسلمين الذين يعتنقون المسيحية الاضطهاد وأحيانًا الموت. بعد تدمير كاتدرائية مقديشو لا توجد حالياً مباني كنائس في البلاد ولا أي حماية قانونية للمسيحيين، وبعضهم يجتمعون في الكنائس تحت الأرض. المجموعات شبه العسكرية في الصومال قامت بعمليات نهب على نطاق واسع للمقابر المسيحية، بالإضافة إلى تدنيس المقابر والمساجد الصوفية. في بعض الأحيان يُعتبر مصطلح «المسيحي» وصمة من قبل الجهاديين على الأشخاص الذين يشتبه في العمل لصالح المخابرات الإثيوبية.

#### الوضع الراهن

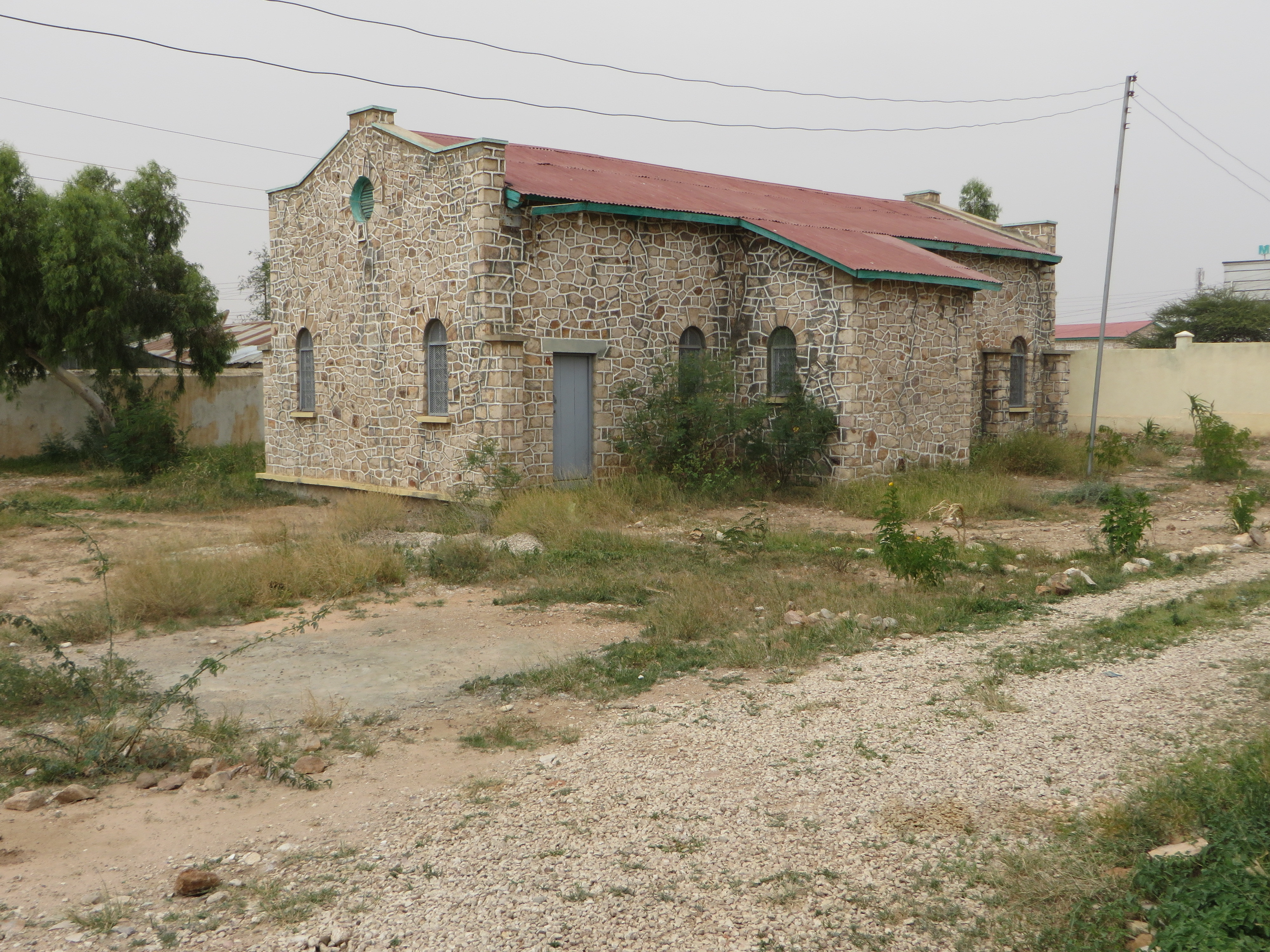
أغلقت كنيسة القديس أنطوان البادوي الرومانية الكاثوليكية في هرجيسا في عام 2017.

يزعم بعض القادة الدينيون الإسلاميون علناً أنه لا مكان للمسيحيين في البلاد، لأنهم يرون المسيحيين كعنصر غريب يضر بثقافتهم ودينهم. علماً أنه لقرون، كانت العلاقات مع الأديان الأخرى جيدة جدًا. ومع ذلك، في السنوات العشرين الماضية، ساد التطرف الديني في البلاد، وانتشر العنف. في عام 2009 قدرت أعداد المسيحيين في الصومال بحوالي ألف شخص، معظمهم من الصوماليين البانتو. في أواخر عام 2008، تم تدمير جزء كبير من كاتدرائية مقديشو الكاثوليكية من قِبل حركة الشباب الإسلامية. وأفادت المنظمة المسيحية الدولية في أغسطس عام 2009 على حادثة قطع رؤوس أربعة مسيحيين تعمل على مساعدة الأيتام في الصومال من قبل المتطرفين الإسلاميين عندما رفضوا اعتناق الإسلام. وفي سبتمبر من عام 2011، قام مقاتلون أقسموا بالقضاء على المسيحية في الصومال بقطع رأس اثنين من المتحولين للكاثوليكية، وتم قطع رأس متحول للمسيحية في مقديشو في أوائل عام 2012. أشار تقرير صادر عن اللجنة الأمريكية للحرية الدينية الدولية من عام 2012 أن «تظيم الشباب يستهدف كل من المسيحيين والمتحولين إلى المسيحية». في أبريل من عام 2013، بعد زيارة لكاتدرائية مقديشو لتفقد حالتها، أعلنت الأبرشية عن خطط لإعادة بناء الكاتدرائية في المستقبل القريب.
في ديسمبر من عام 2013، أصدرت وزارة العدل والشؤون الدينية توجيهًا يحظر الاحتفال بالإحتفالات المسيحية في البلد. والصومال هي ثاني دولة مسلمة، بعد سلطنة بروناي، تُحظر احتفالات عيد الميلاد ورأس السنة الميلادية. بيد أنه سُمح للأجانب الذين يقيمون في موقع شديد الحراسة في المطار بتنظيم احتفالاتهم الخاصة بمثل هذه المناسبات.
في عام 2017 أشارت التقارير إلى اغلاق الكنيسة الكاثوليكية الوحيدة في صوماليلاند بعد أيام من إعادة فتحها بسبب «ضغوط العامة»، وأقيم حفل إعادة افتتاح كنيسة القديس أنطونيو من لشبونة في 29 يوليو التي تم ترميمها بحضور المغتربين والوزراء، وهي واحدة من عدد من الكنائس التي بُنيت قبل 70 عامًا خلال الحكم البريطاني. وتقع الكنيسة في منطقة الشعب في عاصمة المنطقة، هرجيسا، وكانت مغلقة منذ ثلاثة عقود.

## الطوائف المسيحية

### البروتستانتية
هناك حوالي ألف صومالي بروتستانتي في البلاد، وتعود أصول معظمهم إلى الأقليَّة العرقيَّة من البانتو، وينتمون إلى الكنيسة الإنجيلية وكنيسة الناصري. وفقًا للموسوعة المسيحية العالمية، الكنيسة الأنجيكانية والسبتيين وعدد من الكنائس البروتستانتية موجودة في هذا البلد. لدى أبرشية مطرانية مصر في القاهرة أيضًا ولاية قضائية على الرعايا الموجودين في شمال أفريقيا والقرن الأفريقي. المسيحية بشكل عام شهدت نمواً قليلاً.

### الكاثوليكية

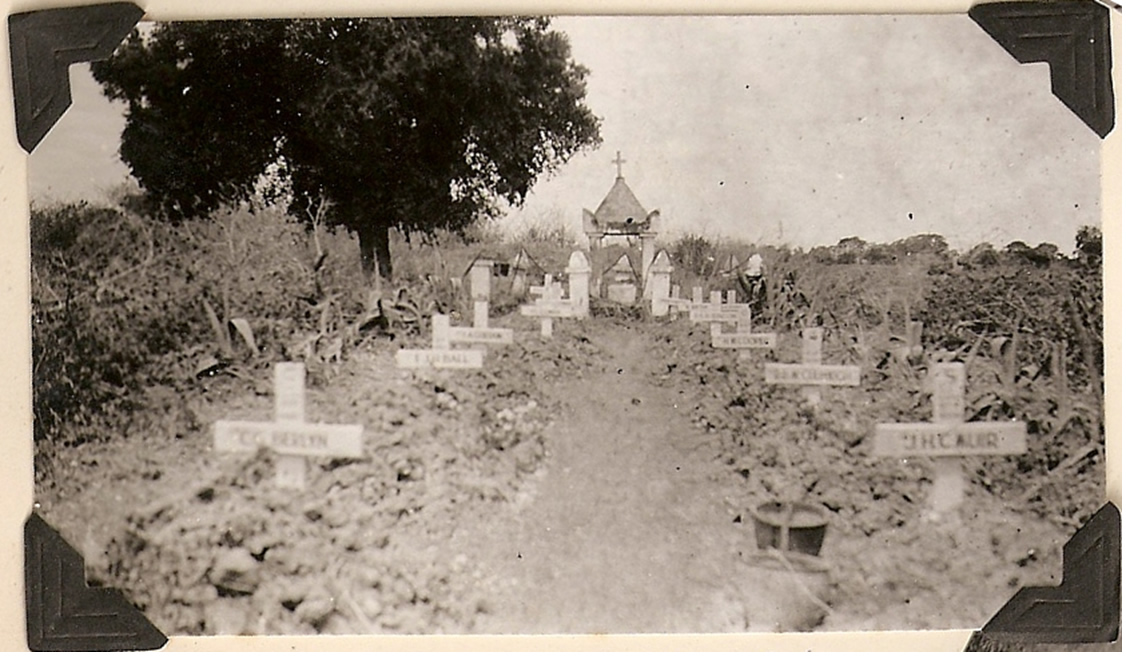
صورة تاريخية لمقبرة مسيحية في جلب عام 1941.

الكنيسة الكاثوليكية الصومالية هي جزء من الكنيسة الكاثوليكية العالمية في ظل القيادة الروحية للبابا في روما. وينتمي معظم الكاثوليك في البلاد إلى الطقوس اللاتينية وذلك على خلاف كاثوليك القرن الأفريقي والذين يتبعون الطقوس الشرقية في الغالب. وقدّرت أبرشية مقديشو عدد الكاثوليك بنحو 100 في الصومال عام 2004 ويعيش معظمهم في العاصمة، وبذلك شهدت أعدادهم انخفاضًا من 8,500 كاثوليكي في عام 1950 ويعود ذلك إلى هروب المسيحيين من الصومال بسبب موجات العنف والاضطهاد. يتعرض المسلمون الذين يتحولون للكاثوليكية لضغوط مجتمعية ورسمية، مما قد يؤدي إلى عقوبة الإعدام. ومع ذلك، هناك حالات لمسلمين ممن اعتنقوا الإيمان الكاثوليكي سراً أو علناً. يذكر أن إحصاءات الكاثوليك الصوماليين لا تشمل المسلمين المتحولين للكاثوليكية والذين يمارسون الدين المسيحي سراً. هناك عدد كبير من المغتربين المسيحيين ويرعاهم روحياً اثنين من رجال الدين العسكريين.
خلال الفترة المبكرة من الحقبة الإستعماريَّة، لم يكن هناك عمليًا أي مسيحي في الأراضي الصوماليَّة، مع حوالي 100 إلى 200 من الأتباع القادمين من المدارس ودور الأيتام التابعة إلى البعثات الكاثوليكية في محمية الصومال البريطاني. العدد القليل من المسيحيين في المنطقة اليوم يأتي في معظمه من المؤسسات الكاثوليكيَّة المماثلة في عدن وجيبوتي وبربرة. وفي عام 1940 أعلن أسقف مقديشو فرانكو فيلبيني أن هناك حوالي 40,000 من الكاثوليك الصوماليين بسبب الحركات التبشرية العاملة في المناطق الريفيَّة في جوبا وشبيلي، ولكن على خلفية الحرب العالمية الثانية تضررت معظم أعمال البعثات الكاثوليكية في الصومال الإيطالي.